# Juana Castellaro
Juana Castellaro Morello (Buenos Aires, 29 de março de 2005) é uma jogadora de hóquei sobre a grama argentina.

## Carreira
Em 2022, Castellaro foi convocada pela primeira vez para a seleção argentina sub-21. Mais tarde naquele mês, ela também fez parte da equipe sub-18 que competiu nos Jogos Sul-Americanos da Juventude de 2022. Por causa de um desempenho excepcional em ambas as competições, ela foi mantida na equipe sub-21 e convocada para a equipe sênior, já que Lucina von der Heyde foi dispensada.
Formada no River Plate Athletic Club de Buenos Aires. Em 2021 foi convocada para integrar a seleção juvenil Las Leoncitas, participando para disputar a Copa do Mundo Júnior de Hóquei Feminino daquele ano onde ficou em quinto lugar e a Copa do Mundo de 2023 onde se tornou vice-campeã mundial.
Nos Jogos Olímpicos de Verão de 2024, em Paris, conquistou a medalha de bronze no torneio feminino do hóquei sobre a grama, após vencer confronto contra a equipe belga por pênaltis.